# Reinhold Lepsius

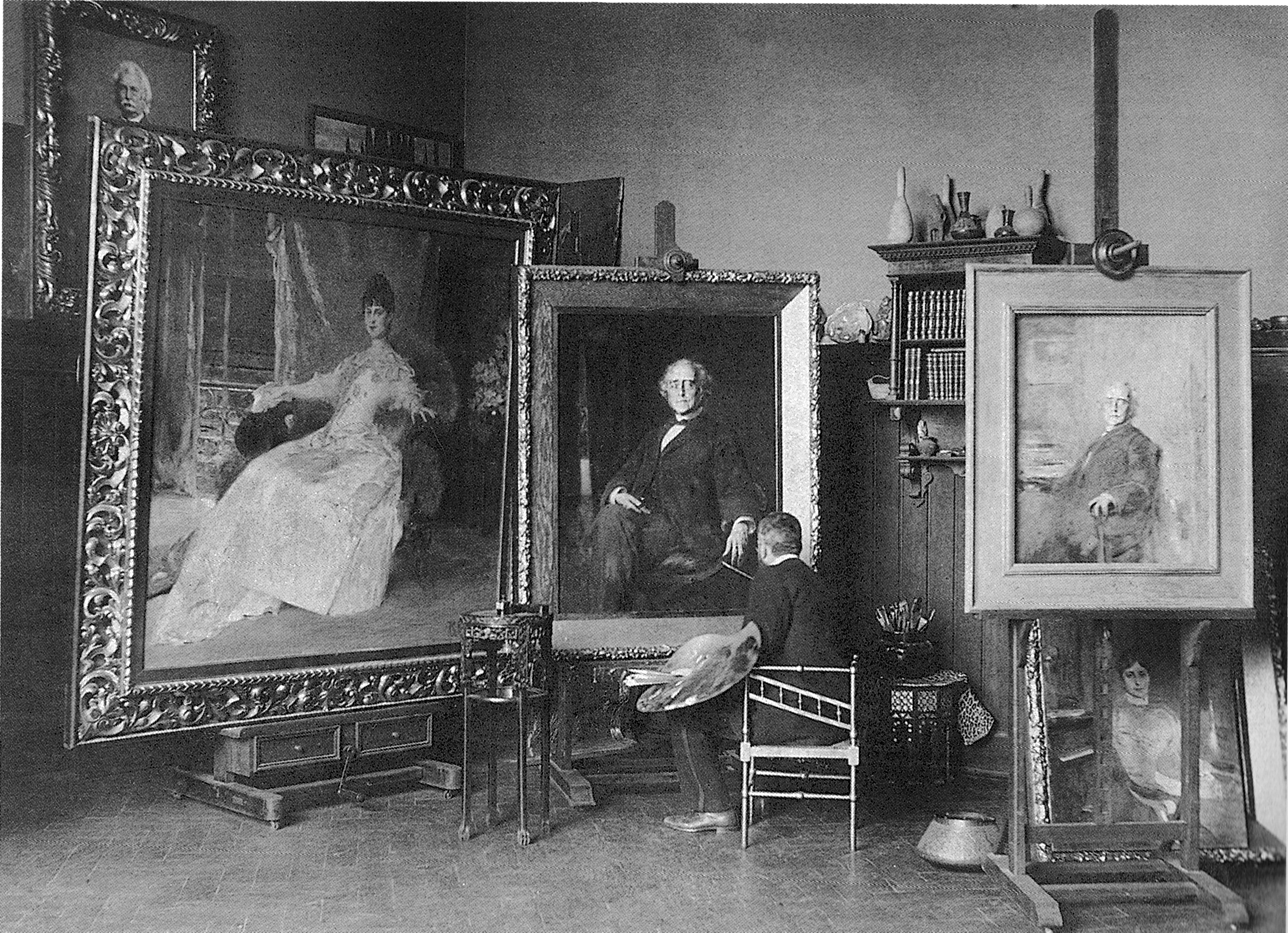
Reinhold Lepsius in seinem Münchner Atelier im Jahre 1892

Ludwig Richard Reinhold Lepsius (* 14. Juni 1857 in Berlin; † 14. März 1922 ebenda) war ein vor dem Ersten Weltkrieg bekannter Porträtmaler der Berliner Sezession, er gilt als Vertreter des deutschen Impressionismus.

## Leben

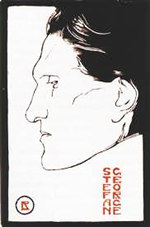
Porträt von Stefan George, Holzschnitt, 1900

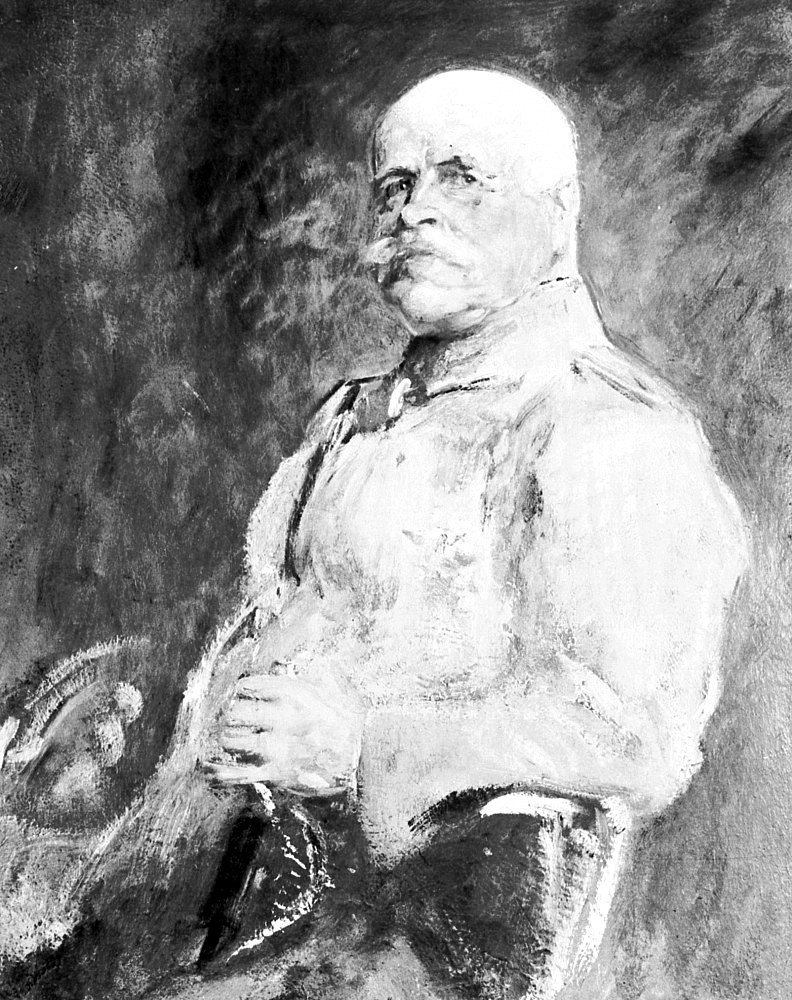
Bildnis des Generalfeldmarschalls Hermann von Eichhorn, 1916

Reinhold Lepsius war der Sohn des Ägyptologen Karl Richard Lepsius, der Professor an der Berliner Universität und Direktor des von ihm begründeten Ägyptischen Museums in Berlin war.
Viele seiner Werke müssen – durch den Zweiten Weltkrieg – als verschollen gelten. Bekannt sind noch seine Bildnisse des Archäologen Ernst Curtius und des Philosophen Wilhelm Dilthey. Lepsius malte als einer der Ersten offen nach Photographien. Seine Bekanntschaft und Verehrung des Dichters Stefan George, der Lesungen im Salon des Künstlerehepaars Lepsius abhielt, ist heute lebendiger in Erinnerung als seine Bilder.
Lepsius war ab 1892 verheiratet mit der Malerin Sabine Lepsius, geborene Graef (1864–1942). Das Paare hatte vier Kinder: Monica (* 1893), Stefan, Sabine (* 1899), Sibylle (* 1902). Ihr Sohn Stefan Lepsius (1897–1917), genannt nach Stefan George, fiel im Ersten Weltkrieg.
Reinhold Lepsius war Mitglied im Deutschen Künstlerbund.